# 物理性质
物理性质（physical property）简称物性，是物质不需要发生化学变化就表现出来的性质，可用来描述物质的物理特性；例如质量、热膨胀量、焓，再如流体的密度、黏度、可压缩性等等皆是物理性质。這些性質是能被感官感知或利用儀器測知的（可觀察量）。有些物理性质可以用數字和單位表示，會稱為物理量。
物理性质可以分類為內含及外延性質。內含性質和系統大小或是物質數量無關，而外延性質會有可加成性的特性。
性质也可以依其方向性的特質加以分類。各向同性性質是指性質不會隨觀測者的方向而改變，各向异性則會隨觀測者的方向而改變。
有些性質很不容易區分是否是物理性質。例如颜色可以透過人眼觀看，也可以進行量測。但人感知到的顏色其實是物體表面的折射特性以及照射其上的光所產生的効果。
物理性质和化学性质不同，後者和物質的化学反应有關。

## 例子
- 颜色
- 物态
- 气味
- 密度
- 熔点
- 沸点
- 布氏硬度
- 溶解性
- 延展性
- 黏性
- 折射率
- 电导率
- 热导率

## 文獻
- Cesare Emiliani. . Oxford University Press. 1987. ISBN 978-0-19-503651-0.
- Robert A. Meyers.  3rd. Academic Press. 2001.

## 外部連結
- Physical and Chemical Property Data Sources （页面存档备份，存于） – a list of references which cover several chemical and physical properties of various materials